# The Astral Sleep
The Astral Sleep (укр. Астральний сон) — другий студійний альбом шведського гурту Tiamat, випущений у 1991 року. Альбом є початком класичного стилю Tiamat.

## Список композицій
1. Neo Aeon (Intro) — 02:09
2. Lady Temptress — 03:44
3. Mountain of Doom — 05:28
4. Dead Boys' Choir — 01:53
5. Sumerian Cry, Part 3 — 05:16
6. On Golden Wings — 04:58
7. Ancient Entity — 06:20
8. The Southernmost Voyage — 03:14
9. Angels Far Beyond — 08:50
10. I Am the King (Of Dreams) — 04:34
11. A Winter Shadow — 05:25
12. The Seal (Outro) — 01:52

## Виконавці
- Йоган Едлунд — вокал, ритм- і лідер гітара, дод. клавішні
- Томас Петерссон — лідер-гітара, акустична гітара
- Йорген Туллберг — бас-гітара
- Ніклас Екстранд — ударні

- Йонас Мальмстен — клавішні
- Вальдемар Сорихта — гітарне соло на «Ancient Entity»